# 魔神伝
『魔神伝』（まじんでん）は、来留間慎一による日本の漫画作品。1986年5月18日から1989年8月18日に徳間書店より全4巻が発売されている。内容は「バトルロイヤルハイスクール」、「魔神伝」、「魔神伝 電脳魔境戦記」の三部構成になっている。また、1987年にOVA化のメディアミックスがなされた。

## ストーリー
異世界の王である魔道士ビョウド。そのあまりにも強大な力を削ぐため、普通の高校生、兵頭力は分身として現世に存在する。次元踏破を行い現世にやってきたビョウドは兵頭と同化してその力を取り込もうとするが、逆に兵頭に取り込まれてしまう。ビョウドが次元踏破の際に利用して方々に散っていた邪妖精退治と現世の魔道士結城稔弘との出会い、宇宙の秩序を守る処刑執行人斬奸と彼が追い続けている狂信者バルマを交えた戦いの末、兵頭は再びビョウドとの内なる戦いへ身を投じていく。

## 登場人物

### 主要人物
兵頭力（ひょうどう りき）
声 - 矢尾一樹
元空手部の部員。プロレス同好会を作ろうとしている。実は意思を持ったビョウドの力の分身。ビョウドに統合されかけたが乗り越え、逆にビョウドを自分の身体に取り込んだ。
ビョウド
声 - 矢尾一樹
魔導士。存在するすべての世界を支配することも可能な程、強大な力を持つ。世界制覇を目論んでおり、様々な次元に分散された自分の力の分身を一つに統合するため次元を超え、現世に降り立った。
しかし、逆に兵頭に取り込まれてしまい、兵頭の体の中から日夜彼を世界征服に駆り立てようと奮戦している。
結城稔弘（ゆうき としみつ）
声 - 井上和彦
念法使い。ビョウドを取り込んだ後の兵頭と同格の力を持つ。邪妖精を退治するため、兵頭と手を組む。
斬奸（ざんかん）
声 - 田中秀幸
死刑執行人。バルマの凶行を止めるため木星の執行機関から派遣された。装甲服に身を包んで戦う。
高柳涼子（たかやなぎ りょうこ）
声 - 玉川紗己子
空手部。二段。兵頭並みの力を持つ。術の効力が鈍い。
サンディ
声 - 冨沢美智江
斬奸のパートナー。涼と並ぶ武術の使い手。

### 敵対者
邪妖精（じゃようせい）
声 - 佐々木菜摘
ビョウドが次元踏破の際に利用した妖精。別の生物に憑いて獲物を狩り、子の餌とする。人に憑いた場合は妖獣化だけでなく妖力をも使う。
OVA版ではメインの敵として、邪妖精の長（声 - 横尾まり）が登場した。
狂信者（バルマ）
2つの惑星を破滅へ追い込んだ罪人。兵頭や結城のような強い力を手に入れようと企む。多数の女性型アンドロイドを利用して、兵頭や結城の襲撃、邪妖精の捕獲を行う。現世では子供の姿をしている

### その他
豊倉（とよくら）
声 - 梅津秀行
担任。映研の顧問もしている。兵頭に自作の豹頭の特殊マスクを被って映画に出演してもらう事を条件に、プロレス同好会の活動を認めようと交渉を持ち掛ける。
小山恵（こやま けい）
声 - 本多知恵子
兵頭に片思いしている高校一年生。その思いを利用され、三匹目の邪妖精に憑かれてしまう。
坂本（さかもと）
声 - 西村智博
兵頭の友人。情報通。
馬場（ばば）
声 - 青森伸
OVA版にて登場する空手部主将。邪妖精に憑かれ怪物化する。
中野（なかの）
声 - 篠原恵美
じゅん子
声 - 鷹森淑乃
三坂（みさか）
声 - 稲垣悟
とおる
声 - 北島淳司
すぐる
声 - 中村大樹
ビョウドの手下
声 - 郷里大輔

## 単行本
- 『魔神伝 1』（徳間書店 - 少年キャプテンコミックス）
- 『魔神伝 2』（徳間書店 - 少年キャプテンコミックス）
- 『魔神伝 3 - 電脳魔境戦記』（徳間書店 - 少年キャプテンコミックス）
- 『魔神伝 4 - 電脳魔境戦記』（徳間書店 - 少年キャプテンコミックス）

復刊版
- 『魔神伝 1』（徳間書店 - リュウコミックス、2008年12月20日発売） ISBN 978-4-19-950107-4
- 『魔神伝 2』（徳間書店 - リュウコミックス、2008年12月20日発売） ISBN 978-4-19-950108-1

## OVA
『真魔神伝 バトルロイヤルハイスクール』（しんまじんでん バトルロイヤルハイスクール）というタイトルで1987年12月10日に徳間ジャパンコミュニケーションズよりOVA・VHS（128SH-36）・Betamax（128SB-5036）が、1988年1月25日にレーザーディスク（98SX-16）が全1巻が発売されている。全編約60分。
スタッフ
- 監督・原案・脚本・絵コンテ：板野一郎
- プロデューサー：坂本誠一、宮下研史
- アシスタントプロデューサー：菊川幸夫 、大串京子
- 企画：和田豊、尾形英夫
- 原作：来留間慎一
- キャラクターデザイン・作画監督：結城信輝
- 作画監督：本谷利明（ノンクレジット）
- 作画監督補佐：うるし原智志、新岡浩美、大上浩明、庵野秀明
- 音楽: 鷺巣詩郎
- 音楽ディレクター：渡辺隆史
- カラーコーディネイター：飯塚善子
- カラーディレクター：佐々木雅人
- アートディレクター：脇威志
- 撮影監督：森田俊昭
- 録音監督：本田保則
- 音響効果：森賢一
- 調整：阿波良和
- 録音：阿部幸男
- 編集：瀬山武司
- 制作：D.A.S.T
- 製作：山下辰巳、徳間ジャパン

主題歌
- MEDUSA （作詞・歌：杉本誘里、作曲：松本孝弘、編曲：織田哲郎、松本孝弘）

音楽CD
- 『真魔神伝 バトルロイヤルハイスクール 音楽編』（徳間ジャパンコミュニケーションズ、1988年1月25日発売） 32ATC-159